# Harry Modin

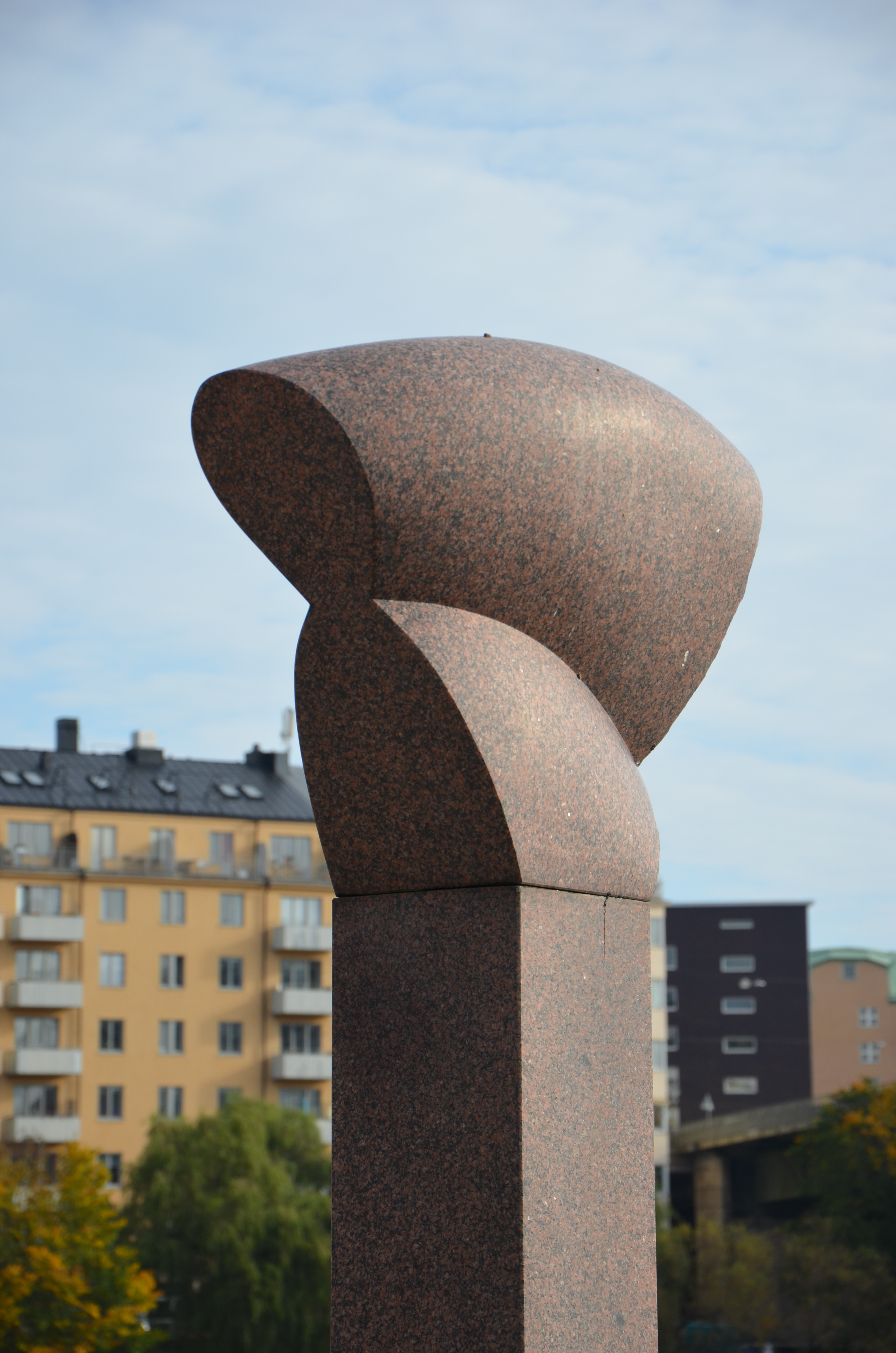
Snäcka, Liljeholmen i Stockholm

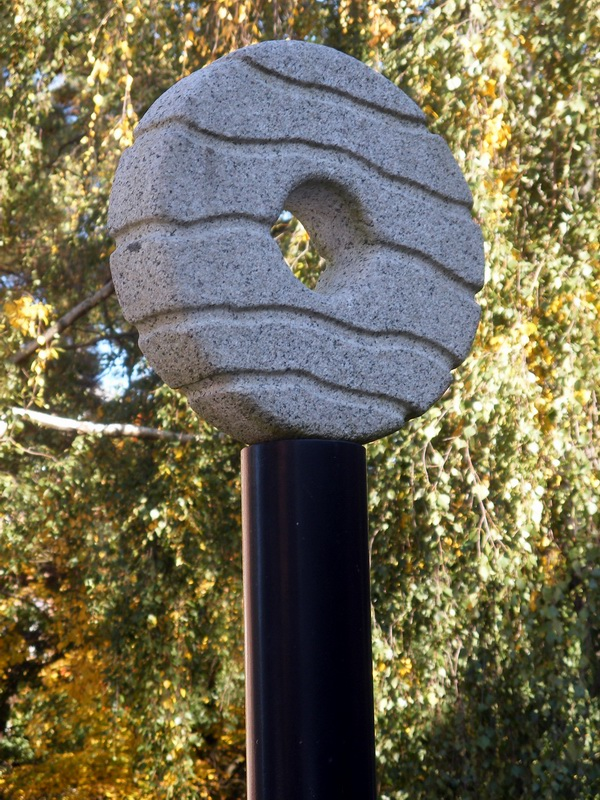
Hjulet i Solna

Harry Wilhelm Modin, född 31 maj 1953 i Stockholm, är en svensk skulptör.
Harry Modin  utbildade sig på Grundskolan för konstnärlig utbildning i Stockholm 1971-72, Pernbys målarskola 1973-74, Konstfacks skulpturlinje 1977-82 och Kungliga Konsthögskolans avdelning för byggnadskonst 1994-95. Han arbetar också som lärare på Nyckelviksskolan i Lidingö och på Jakobsbergs folkhögskola i Järfälla kommun.

## Offentliga verk i urval
- Hjulet, granit, 1987, i rondellen vid byggnad L2 på Karolinska sjukhuset i Solna kommun
- Vattenlek, Drottning Kristinas väg i bostadsområdet Flygfältet i Norrtälje
- Luntar, betong, brons, neon, 1999, Kristinebergs strand 29-31 i Kristineberg, Kungsholmen i Stockholm
- Snäcka, röd vätögranit, 2004, Liljeholmsstrand vid brofästet, Liljeholmen i Stockholm
- Låt stå, brons och vätögranit, 2007, Skogåsskolan i Huddinge kommun